# ETR 600
L'ETR 600 (ETR = Elettro Treno Rapido) est la dernière évolution de train pendulaire Pendolino. Il en constitue la 4e génération.

## Historique
Successeur direct des trains Fiat Pendolino de 3e génération que sont les ETR 460/470/480, cette nouvelle version a été commandée à 28 exemplaires par Trenitalia dans la version ETR 600 et par Cisalpino (FS + CFF) dans la version ETR 610.
Leur mise en service commerciale est opérationnelle depuis la fin de l'année 2007, les deux premières rames (respectivement ETR 600 et ETR 610) ont effectué leurs essais d'aptitude sur les lignes à grande vitesse italiennes entre Milan et Rome ainsi que sur les voies tortueuses de Suisse. 
L'ETR 610.001 a effectué deux aller-retour entre Bienne et Brigue mi-2007.

## Caractéristiques
Comme tous les trains de la famille Pendolino, l'ETR600 utilise une technique de pendulation brevetée par Fiat Ferroviaria, et qui permet notamment d'améliorer le confort dans les courbes.
L'ETR 600 est composé de sept voitures, dont une voiture-bar.
L'alimentation électrique de l'ETR 600 est compatible avec des tensions de 3 000 V et 25 kV 50 Hz (pour circuler sur les lignes à grande vitesse italiennes).